# الحقوق الأساسية في الهند
الحقوق الأساسية (بالإنجليزية: Fundamental Rights)‏ هي الحقوق الأساسية لعامة الناس وهي حقوق غير قابلة للتصرف يتمتع بها الأشخاص بموجب ميثاق الحقوق الوارد في الجزء الثالث (المادة 12 إلى 35) من دستور الهند. ويضمن الحريات المدنية بحيث يمكن لجميع الهنود أن يعيشوا حياتهم في سلام ووئام كمواطنين في الهند. وتشمل هذه الحقوق الفردية المشتركة لمعظم الديمقراطيات الليبرالية، مثل المساواة أمام القانون، وحرية الرأي والتعبير، والحرية الدينية، والثقافية، والتجمع السلمي، وحرية ممارسة الدين، والحق في وسائل الانتصاف الدستوري لحماية الحقوق المدنية عن طريق التشريعات المكتوبة الموثقة، مثل المثول أمام المحكمة، والأمر القضائي، والمنع، ونقل الدعوى من المحكمة الابتدائية إلى محكمة الاستئناف، والأمر القضائي الصادر عن الدولة. وينتج عن انتهاك هذه الحقوق عقوبات على النحو المنصوص عليه في قانون العقوبات الهندي أو قوانين خاصة أخرى، رهنًا بتقدير السلطة القضائية. تُعرف الحقوق الأساسية على أنها حريات إنسانية أساسية يحق لكل مواطن هندي التمتع بها من أجل تنمية شخصية متناغمة. تنطبق هذه الحقوق عالميًا على جميع المواطنين، بغض النظر عن العرق أو مكان الميلاد، أو الدين، أو الطبقة الاجتماعية، أو النوع الاجتماعي. على الرغم من أن الحقوق التي يمنحها الدستور بخلاف الحقوق الأساسية تكون صحيحة على قدم المساواة، وتضمن السلطة القضائية إنفاذها في حالة انتهاكها في عملية قانونية تستغرق وقتًا طويلًا. ومع ذلك، في حالة انتهاك الحقوق الأساسية، يمكن الاتصال بالمحكمة العليا الهندية مباشرة من أجل تحقيق العدالة المطلقة حسب المادة 32. تعود أصول هذه الحقوق إلى العديد من المصادر، بما في ذلك إعلان الحقوق الإنجليزي، ووثيقة حقوق الولايات المتحدة، وإعلان فرنسا لحقوق الانسان.
يعترف الدستور الهندي بستةٍ من الحقوق الأساسية، وهي الحق في المساواة، والحق في الحرية، والحق في عدم السُخرة، والحق في حرية الدين، والحقوق الثقافية والتعليمية، والحق في وسائل الإصلاح الدستوري. ويشمل الحق في المساواة أمام القانون، وحظر التمييز على أساس الدين، أو العرق، أو الطبقة، أو الجنس، أو مكان الولادة، وتكافؤ الفرص في مسائل التوظيف، وإلغاء حظر المساس وإلغاء الألقاب الشرفية. ويشمل الحق في حرية الرأي والتعبير، والتجمع السلمي، وتكوين الجمعيات، والنقابات، والتعاونيات، والتنقل، والإقامة، والحق في ممارسة أي مهنة أو عمل، والحق في الحياة والحرية، والحماية فيما يتعلق بالإدانة في الجرائم، والحماية من الاعتقال والاحتجاز في بعض الحالات. يحظر الحق في عدم التسخير جميع أشكال العمل الجبري، وعمالة الأطفال، والاتجار بالبشر. ويشمل الحق في حرية الدين حرية الاعتقاد، والممارسة، والمجاهرة بالإيمان، ونشر الدين، والحرية في إدارة الشؤون الدينية، والتحرر من ضرائب معينة، والتحرر من التعليمات الدينية في بعض المؤسسات التعليمية. تحافظ الحقوق الثقافية والتعليمية على حق أي قسم من المواطنين في الحفاظ على ثقافتهم ولغتهم أو نصوصهم، وحق الأقليات في إنشاء وإدارة المؤسسات التعليمية التي يختارونها. الحق في الحصول على سبل إصلاحات دستورية موجود لإنفاذ الحقوق الأساسية. يعتبر الحق في الخصوصية جزءً جوهريًا من المادة 21 (الحق في الحرية) التي تحمي حياة وحرية المواطنين.
كما استهدفت الحقوق الأساسية للهنود الإطاحة بعدم المساواة في الممارسات الاجتماعية السابقة للاستقلال. وعلى وجه التحديد، فقد تم استخدامها أيضًا لإلغاء حظر المساس ومن ثم حظر التمييز على أساس الدين، أو العرق، أو الطبقة، أو النوع الاجتماعي، أو مكان الولادة. كما تحظر الاتجار بالبشر والعمل الجبري (جريمة). كما أن هذه الحقوق تحمي الحقوق الثقافية والتعليمية للأقليات الدينية واللغوية من خلال السماح لهم بالحفاظ على لغاتهم وإنشاء مؤسسات تعليمهم الخاصة وإدارتها. وهي مشمولة في الجزء الثالث (المواد 12 إلى 35) من الدستور الهندي.

## المنشأ
اسْتُلهم تطوير حقوق إنسانية أساسية مضمونة دستوريًا في الهند من الأمثلة التاريخية مثل وثيقة حقوق الإنسان في إنجلترا (1689)، ووثيقة حقوق الولايات المتحدة (التي تمت الموافقة عليها في 17 سبتمبر 1787، والتصديق النهائي عليها في 15 ديسمبر 1791)، وإعلان فرنسا لحقوق الإنسان (التي نشأت خلال ثورة 1789، وتم التصديق عليها في 26 أغسطس 1789).
في عام 1919، أعطى قانون رولات سلطات واسعة للحكومة البريطانية والشرطة، وسمح باعتقال واحتجاز أفراد لأجلٍ غير مسمى، وعمليات تفتيش ومصادرة دون مذكرة، وقيود على التجمعات العامة، والرقابة المكثفة على وسائل الإعلام والمنشورات. أدت المعارضة العلنية لهذا الفعل في نهاية المطاف إلى حملات واسعة النطاق من العصيان المدني السلمي في جميع أنحاء البلاد للمطالبة بالحريات المدنية المضمونة، والقيود المفروضة على سلطة الحكومة. تأثر الهنود، الذين كانوا يسعون إلى الاستقلال والحصول على حكومة خاصة بهم، بشكٍل خاص باستقلال أيرلندا وتطوير الدستور الأيرلندي. كذلك، كان الشعب الهندي ينظر إلى المبادئ التوجيهية لسياسة الدولة في الدستور الأيرلندي كمصدر إلهام للحكومة الهندية المستقلة لمعالجة التحديات الاجتماعية والاقتصادية المعقدة بشكل شامل عبر دولة وسكان كبيرين ومتنوعين.
في عام 1928، اقترحت لجنة نهرو لممثلي الأحزاب السياسية الهندية إصلاحات دستورية للهند، باستثناء المطالبة بتطبيق وضع الدومينيون في الهند وأن تكون الانتخابات تحت حق الاقتراع العام، التي من شأنها أن يضمن الحقوق التي تعتبر أساسية وتمثيل للأقليات الدينية والإثنية، ويحد من سلطات الحكومة. في عام 1931، اعتمد المؤتمر الوطني الهندي (أكبر حزب سياسي هندي في ذلك الوقت) قرارات تلتزم بالدفاع عن الحقوق المدنية الأساسية، وكذلك الحقوق الاجتماعية والاقتصادية مثل الحد الأدنى للأجور وإلغاء حظر المساس والقنانة. وقد ألزم قادة المؤتمر أنفسهم بالاشتراكية في عام 1936، وقد أخذوا أمثلة من دستور الاتحاد السوفييتي، الذي ألهم الواجبات الأساسية للمواطنين كوسيلة للمسؤولية الوطنية الجماعية عن المصالح والتحديات الوطنية.
تم تنفيذ مهمة تطوير دستور للأمة من قبل الجمعية التأسيسية في الهند، تتألف من ممثلين منتخبين. اجتمعت الجمعية التأسيسية لأول مرة في 9 ديسمبر 1946 تحت رئاسة الدكتور ساشيداناند في وقت لاحق تم تعيين الدكتور راجندرا براساد رئيسًا لها. في حين كان أعضاء المؤتمر يمثلون أغلبية كبيرة، قام قادة المؤتمر بتعيين أشخاص من خلفيات سياسية متنوعة لمسؤوليات تطوير الدستور والقوانين الوطنية. ومن الجدير بالذكر أن بيمراو رامجي أمبيدكار أصبح رئيس لجنة الصياغة، في حين أصبح جواهر لال نهرو وساردار فالابهاي باتل رئيسين للجان واللجان الفرعية المسؤولة عن مواضيع مختلفة. حدث تطور ملحوظ خلال تلك الفترة كان له تأثير كبير على الدستور الهندي في 10 ديسمبر 1948 عندما تبنت الجمعية العامة للأمم المتحدة الإعلان العالمي لحقوق الإنسان ودعت جميع الدول الأعضاء إلى تبني هذه الحقوق في دساتيرها.
تم تضمين الحقوق الأساسية في المسودة الأولى للدستور (فبراير 1948)، والمشروع الثاني للدستور (17 أكتوبر 1948)، والمشروع الثالث للدستور (26 نوفمبر 1949)، الذي أعدته لجنة الصياغة.

## الأهمية والخصائص
تم تضمين الحقوق الأساسية في الدستور لأنها كانت تعتبر أساسية لتنمية شخصية كل فرد والحفاظ على كرامة الإنسان. اعتبر مؤلفو الدستور أن الديمقراطية بلا جدوى إذا لم تعترف الدولة بالحريات المدنية، مثل حرية التعبير والدين. وفقًا لهم فإنّ «الديمقراطية»، في جوهرها، حكومة رأي، وبالتالي، يجب أن يتم تأمين وسائل صياغة الرأي العام لشعب أمة ديمقراطية. لهذا الغرض، يضمن الدستور لجميع مواطني الهند حرية الكلام والتعبير والحريات الأخرى المختلفة في شكل الحقوق الأساسية.
يُعطى جميع الأشخاص، بغض النظر عن العرق، أو الدين، أو الطبقة، أو الجنس، الحق في تقديم التماس مباشرة إلى المحكمة العليا أو المحاكم العليا من أجل إنفاذ حقوقهم الأساسية. ليس من الضروري أن يكون الطرف المتضرر هو الشخص الذي يفعل ذلك. قد لا يمتلك الناس الذين يعانون من الفقر الوسائل للقيام بذلك، وبالتالي، في سبيل المصلحة العامة، يمكن لأي شخص الشروع في التقاضي في المحكمة نيابة عنه. هذا هو المعروف باسم «دعوى المصلحة العامة». وفي بعض الحالات، كان قضاة المحكمة العليا يتصرفون من تلقاء أنفسهم على أساس تقارير صحفية.
لا تساعد هذه الحقوق الأساسية فقط في الحماية، بل أيضًا على منع
. وهم يؤكدون على الوحدة الأساسية للهند من خلال ضمان حصول جميع المواطنين على نفس التسهيلات واستخدامها، بغض النظر عن خلفية المواطن. تنطبق بعض الحقوق الأساسية على الأشخاص من أي جنسية في حين أن حقوق آخرى لا تتوفر إلا لمواطني الهند. حيث الحق في الحياة والحرية الشخصية متاح لجميع الناس وكذلك الحق في حرية الدين. من ناحية أخرى، يتم تخصيص حريات الكلام والتعبير وحرية الإقامة والاستقرار في أي جزء من البلاد للمواطنين فقط، بما في ذلك المواطنين الهنود غير المقيمين. لا يمكن منح حق المساواة في مسائل التوظيف العام للمواطنين الأجانب في الهند.
تمثل الحقوق الأساسية في المقام الأول حماية الأفراد من أي إجراءات تعسفية للدولة، ولكن بعض الحقوق قابلة للتنفيذ ضد الأفراد. على سبيل المثال، يلغي الدستور حظر المساس ويحظر أيضًا العمالة الإجبارية. تعمل هذه الأحكام بمثابة فحص لكل من إجراءات الدولة وكذلك إجراءات الأفراد. ومع ذلك، هذه الحقوق ليست مطلقة أو غير خاضعة للرقابة وتخضع لقيود معقولة حسب الضرورة لحماية الرفاه العام. كما يمكن تقليصها بشكل انتقائي. حكمت المحكمة العليا بأن جميع أحكام الدستور، بما في ذلك الحقوق الأساسية يمكن تعديلها. ومع ذلك، لا يمكن للبرلمان تغيير الهيكل الأساسي للدستور. بما أن الحقوق الأساسية لا يمكن تغييرها إلا بتعديل دستوري، فإن إدراجها هو فحص ليس فقط على عاتق السلطة التنفيذية ولكن أيضًا على البرلمان والمجالس التشريعية للولايات.
يوجد لحالة الطوارئ الوطنية تأثير سلبي على هذه الحقوق. في ظل هذه الحالة، تظل الحقوق الممنوحة بموجب المادة 19 (حرية التعبير، والتجمع، والتنقل، إلخ) معلقة. ومن ثم، في مثل هذه الحالة، يجوز للهيئة التشريعية إصدار قوانين تتنافى مع الحقوق المنصوص عليها في المادة 19. كما يجوز للرئيس، بموجب أمر، تعليق حق المحكمة في إنفاذ حقوق أخرى كذلك.

## الحق في المساواة
إنّ الحق في المساواة (كما هو مقترح) حق مهم وذو معنى منصوص عليه في المواد 14، و15، و16، و17، و18 من الدستور. لا توجد قاعدة للحق في المساواة بسبب نظام التحفظ في الهند، حيث يُمنح الأشخاص المولودين في طائفة معينة الأولوية فقط في الحقوق. كان هذا الحق الأساس الرئيسي لجميع الحقوق والحريات الأخرى، ويضمن ما يلي:
- المساواة أمام القانون: تكفل المادة 14 من الدستور حماية جميع الأشخاص بالتساوي بموجب قوانين البلاد. يعني أن الدولة[5] تعامل الناس في نفس الظروف على حد سواء. وتعني هذه المادة أيضًا أن الأفراد، سواء كانوا من مواطني الهند أو غيرهم، يجب أن يعاملوا بشكل مختلف إذا كانت الظروف مختلفة.
- المساواة الاجتماعية والمساواة في الوصول إلى المناطق العامة: تنص المادة 15 من الدستور على أنه لا يجوز التمييز ضد أي شخص على أساس الدين، أو العرق، أو الطبقة، أو الجنس، أو مكان الميلاد. يجب أن يتاح لكل شخص الوصول عملًا بمبدأ المساواة إلى الأماكن العامة مثل الحدائق العامة، و، والآبار، ومدرجات الغطس، والمعابد، الخ. ومع ذلك، يجوز للدولة اتخاذ أي نص خاص بالنساء والأطفال. يمكن عمل أحكام خاصة للتقدم بأي طبقة متخلفة اجتماعيًا أو تربويًا أو القبائل والطوائف المجدولة (المعروفة سابقًا باسم المنبوذين).
- المساواة في مسائل التوظيف العام: تنص المادة 16 من الدستور على أنه لا يجوز للدولة التمييز ضد أي شخص في مسائل التوظيف. يمكن لجميع المواطنين التقدم بطلب للحصول على وظائف حكومية. هناك بعض الاستثناءات. يجوز للبرلمان سن قانون ينص على أنه لا يمكن شغل وظائف معينة إلا من قبل المتقدمين المقيمين في المنطقة. قد يكون هذا مخصصًا للمشاركات التي تتطلب معرفة المنطقة ولغتها. ويجوز للدولة أيضا أن تحتفظ بوظائف لأعضاء الطبقات المتخلفة، أو الطوائف والقبائل المجدولة التي لا يتم تمثيلها بشكل كافٍ في الخدمات التي تقدمها الدولة لإيصال الشرائح الضعيفة في المجتمع. أيضًا، قد يكون هناك قانون ينص على أن صاحب مكتب من أي مؤسسة دينية يجب أيضًا أن يكون الشخص الذي يعتنق هذا الدين خاصة. وفقًا لقانون المواطنة (المعدل) لعام 2003، لن يمنح هذا الحق لمواطني الهند في الخارج.[9]
- إلغاء حظر المساس: تلغي المادة 17 من الدستور ممارسة حظر المساس. تعتبر ممارسة حظر المساس جريمة وأي شخص يفعل ذلك يعاقب عليه القانون. وينص قانون جرائم حظر المساس لعام 1955 (الذي أعيدت تسميته إلى قانون حماية الحقوق المدنية في عام 1976) على فرض عقوبات لمنع الشخص من دخول مكان العبادة أو أخذ المياه من خزان أو بئر.
- إلغاء الألقاب الشرفية: تحظر المادة 18 من الدستور على الدولة منح أي ألقاب. «لا يمكن لمواطني الهند القبول بألقاب من دولة أجنبية. لقد أنشأت الحكومة البريطانية طبقة أرستقراطية تعرف باسم راي بهادور وخان بهادور في الهند - تم إلغاء هذه الألقاب أيضًا. ومع ذلك، يمكن منح تمييزات عسكرية وأكاديمية لمواطني الهند. لا يمكن استخدام جوائز بهارات راتنا وبادما فيبهوشان من قبل المتلقي كلقب شرفي ولا تتوافق، وفقًا لذلك، مع الحظر الدستوري».[13] وأيدت المحكمة العليا في 15 كانون الأول / ديسمبر 1995 صحة هذه الجوائز.

## الحق في الحرية
يتضمن دستور الهند الحق في الحرية، حسب في المواد 19، و20، و21 فقرة أ، و22، بهدف ضمان الحقوق الفردية التي اعتبرها واضعو الدستور أمرًا حيويًا. وهي مجموعة من أربعة قوانين رئيسية. يضمن الحق في الحرية في المادة 19 الحريات الست التالية:
- حرية الكلام والتعبير، التي يمكن للدولة فرض قيود معقولة عليها من أجل السيادة والسلامة في الهند، وأمن الدولة، والعلاقات الودية مع الدول الأجنبية، والنظام العام، والآداب أو الأخلاق، وفيما يتعلق بازدراء المحكمة، والتشهير أو التحريض على جريمة.[15]
- حرية التجمع السلمي بدون أسلحة، يمكن للدولة فرض قيود معقولة عليها لصالح النظام العام وسيادة الهند وسلامتها.
- حرية تكوين الجمعيات، أو النقابات، أو الجمعيات التعاونية، التي يمكن للدولة فرض قيود معقولة عليها لمصلحة النظام العام والأخلاق وسيادة وسلامة الهند.
- حرية التنقل بحرية في جميع أنحاء أراضي الهند على الرغم من القيود المعقولة التي يمكن فرضها على هذا الحق لمصلحة عامة الناس. على سبيل المثال، قد يتم فرض قيود على الحركة والسفر، وذلك للتحكم في الأوبئة.
- حرية الإقامة والاستيطان في أي جزء من أراضي الهند، مع مراعاة القيود المعقولة من جانب الدولة لمصلحة عامة الناس أو لحماية القبائل المجدولة لأن بعض الضمانات المتوخاة هنا تبدو مبررة لحماية السكان الأصليين والشعوب القبلية من الاستغلال والإكراه.[16] تقيد المادة 370 المواطنين من الولايات الهندية الأخرى ونساء كشمير اللواتي يتزوجن رجالًا من ولايات أخرى من شراء الأراضي أو الممتلكات في جامو وكشمير.[17]
- حرية ممارسة أي مهنة، أوحرفة، أو تجارة، أو عمل، ولكن قد تفرض عليه الدولة قيودًا معقولة لصالح الجمهور العام. وبالتالي، لا يوجد حق في القيام بأعمال تجارية خطيرة أو غير أخلاقية. أيضًا، يجوز وصف المؤهلات المهنية أو الفنية لممارسة أي مهنة أو تجارة.

تمنح المادة 21 فقرة أ التعليم لجميع الأطفال الذين تتراوح أعمارهم بين ستة وأربعة عشر عاماً بالطريقة التي تحددها الدولة بموجب القانون.
يفرض الدستور أيضًا قيودًا على هذه الحقوق. تقيد الحكومة هذه الحريات لمصلحة استقلال وسيادة وسلامة الهند. في مصلحة الأخلاق والنظام العام، يمكن للحكومة أيضا فرض قيود. ومع ذلك، لا يمكن تعليق الحق في الحياة والحرية الشخصية. كما يتم تعليق الحريات الست تلقائيًا أو فرض قيود عليها أثناء حالة الطوارئ.
الحق في المعلومات (RTI)
مُنِح الحق في الحصول على المعلومات وضع حق أساسي بموجب المادة 19 (1) من الدستور في عام 2005. يتمتع يموجب المادة 19 (1) كل مواطن بحرية الكلام والتعبير وله الحق في معرفة كيفية عمل الحكومة، وما هو الدور الذي تلعبه، وما هي وظائفها وما إلى ذلك.

## الحق في عدم السُخرة

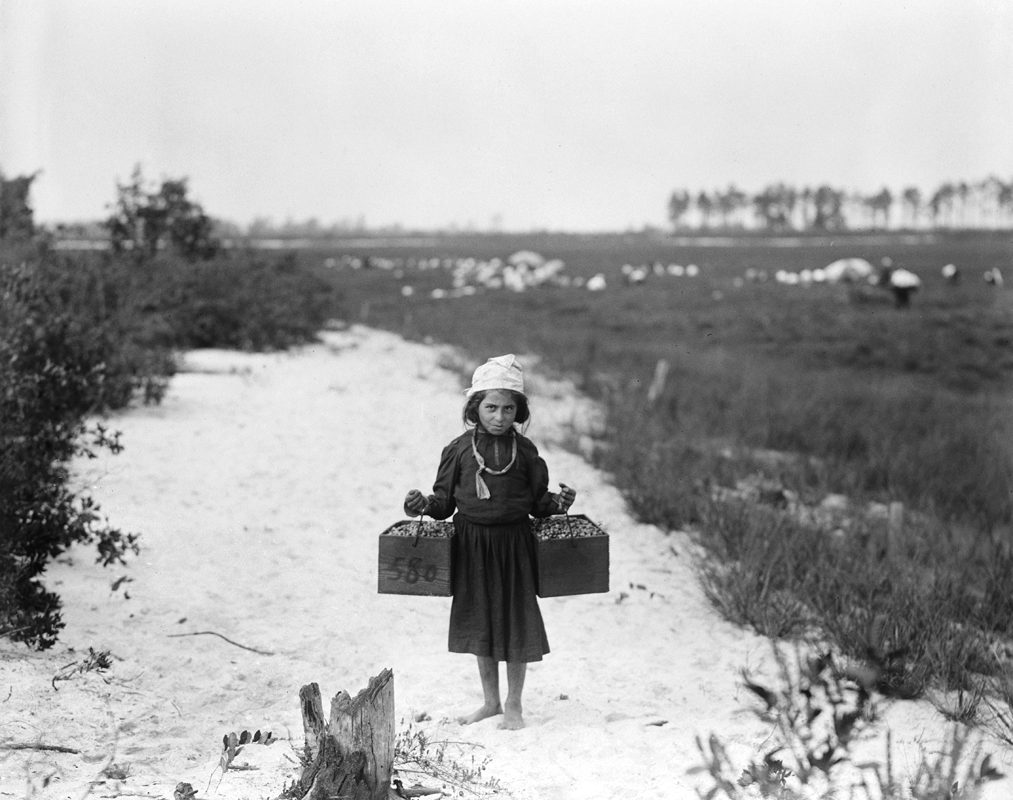
يحظر عمل الأطفال والعمل غير القانوني تحت الحق في عدم السُخرة.

ينص الحق في عدم السخرة، المنصوص عليه في المادتين 23 و24، على بندين، هما إلغاء الاتجار بالبشر والعمل الجبري، وإلغاء عمالة الأطفال دون سن الرابعة عشرة في وظائف خطرة مثل المصانع، تعتبر عمالة الأطفال انتهاكًا صارخًا لروح وأحكام الدستور. وقد تم اعتبار العمل الجبري، الذي يمارسه الملاك في الماضي، جريمة ويعاقب عليها القانون. كما يحظر القانون الاتجار بالبشر لأغراض تجارة الرقيق أو الدعارة. هناك استثناء في التوظيف دون دفع مقابل الخدمات الإلزامية للأغراض العامة. ويعتبر التجنيد العسكري الإلزامي مشمول بهذا الحكم.

## الحق في حرية الدين
يوفر الحق في حرية الدين، المنصوص عليه في المواد 25، و26، و27، و28، الحرية الدينية لجميع مواطني الهند. يهدف هذا الحق للحفاظ على مبدأ العلمانية في الهند. وفقًا للدستور، فإن جميع الأديان متساوية أمام الدولة ولا يعطى أي دين تفضيلًا على الآخر. يتمتع المواطنون بالحرية في التبشير، والممارسة، ونشر أي دين يختارونه.
يمكن للمجتمعات الدينية إنشاء مؤسسات خيرية خاصة بهم. ومع ذلك، يتم تنفيذ الأنشطة في مثل هذه المؤسسات التي تكون غير دينية وفقًا للقوانين التي وضعتها الحكومة. يمكن أيضًا تقييد إنشاء مؤسسة خيرية لصالح النظام العام، والأخلاق، والصحة. لا يجوز إجبار أي شخص على دفع الضرائب للترويج لدين معين. لا يمكن لمؤسسة تديرها الدولة أن تنقل التعليم المؤيد لدين ما. كما لا يوجد في هذه المادة ما يؤثر على تشغيل أي قانون قائم أو يمنع الدولة من إصدار أي قانون آخر ينظم أو يقيد أي نشاط اقتصادي، أو مالي، أو سياسي، أو أي نشاط علماني آخر قد يكون مرتبطًا بالممارسة الدينية أو توفير الرعاية والإصلاح الاجتماعي.

## الحق في الحياة
يضمن الدستور الحق في الحياة والحرية الشخصية، والذي بدوره يشير إلى أحكام محددة يتم فيها تطبيق هذه الحقوق وفرضها:
- يضمن الحق في الحياة والحرية الشخصية الحماية فيما يتعلق بالإدانة في الجرائم. ووفقًا للمادة 20، لا يمكن إعطاء أي شخص عقوبة أكثر مما ينص عليه قانون البلاد في ذلك الوقت. تستند هذه البديهية القانونية على المبدأ القائل بأنه لا يمكن إصدار قانون جنائي بأثر رجعي، أي لكي يصبح الفعل جريمة، فإن الشرط الأساسي هو أنه كان يجب أن يكون جريمة في وقت ارتكابها. وعلاوة على ذلك، لا يُجبر أي شخص متهم بارتكاب أي جريمة على الشهادة ضد نفسه. يشير «الإكراه» في هذه المادة إلى الإصابة، أو الضرب، أو السجن غير القانوني لجعل الشخص يفعل شيئًا لا يريد القيام به. تُعرف هذه المادة بأنها ضمانة ضد تجريم الذات. ويعرف المبدأ الآخر المنصوص عليه في هذه المادة بمبدأ «الخطر المزدوج»، أي أنه لا يمكن إدانة أي شخص مرتين لنفس الجريمة، التي استمدت من القانون الأنجلوسكسوني. تم تأسيس هذا المبدأ لأول مرة في الوثيقة العظمى.
- إن حماية الحياة والحرية الشخصية مذكورة أيضًا تحت عنوان الحق في الحياة والحرية الشخصية. تعلن المادة 21 أنه لا يمكن حرمان أي مواطن من حياته وحريته إلا بموجب القانون. ويعني هذا أنه لا يمكن الطعن في حياة الشخص وحريته الشخصية إلا إذا كان ذلك الشخص قد ارتكب جريمة. ومع ذلك، فإن الحق في الحياة لا يشمل الحق في الموت، وبالتالي فإن الانتحار أو محاولة ارتكابه جريمة. شهدت محاولة تفسير الانتحار على أنه جريمة الكثير من المناقشات. أصدرت المحكمة العليا في الهند حكمًا تاريخيًا في عام 1994. ألغت المحكمة المادة 309 من قانون العقوبات الهندي، والتي بموجبها يمكن للأشخاص الذين يحاولون الانتحار مواجهة الملاحقة القضائية والسجن لمدة تصل إلى عام.[21] في عام 1996، ألغي حكم آخر من المحكمة العليا القانون السابق.[22] ولكن مع تمرير مشروع قانون الرعاية الصحية العقلية لعام 2017، تم إلغاء تجريم الانتحار.[23] تشمل «الحرية الشخصية» جميع الحريات وهي غير مشمولة في المادة 19 (أي الحريات الست)، والحق في السفر إلى الخارج مشمول أيضاً تحت عنوان «الحرية الشخصية» في المادة 21.[24]
- في عام 2002، من خلال مرسوم التعديل رقم 86، تم دمج المادة 21 (أ). حيث جعلت من الحق في التعليم الابتدائي جزءًا من الحق في الحرية، مشيرةً إلى أن الدولة ستقدم التعليم المجاني والإلزامي للأطفال من سن السادسة إلى الرابعة عشرة من العمر.[25] بعد ست سنوات من إجراء تعديل في الدستور الهندي، قام مجلس وزراء الاتحاد بإلغاء مشروع قانون الحق في التعليم في عام 2008.[26]
- حقوق الشخص المعتقل في ظل الظروف العادية منصوص عليها في الحق في الحياة والحرية الشخصية. لا يمكن اعتقال أي شخص دون إبلاغه بأسباب اعتقاله. إذا تم القبض عليه، فإن الشخص له الحق في الدفاع عن نفسه من قبل محامٍ من اختياره. كما يجب إحضار المواطن المعتقل أمام أقرب قاضٍ خلال 24 ساعة. حقوق الشخص المعتقل في ظل الظروف العادية غير متاحة للأجنبي من الأعداء. كما أنها غير متاحة للأشخاص المحتجزين بموجب قانون الاحتجاز الوقائي. تحت الاحتجاز الوقائي، يمكن للحكومة سجن شخص لمدة أقصاها ثلاثة أشهر. ويعني ذلك أنه إذا شعرت الحكومة أن الشخص الذي يتمتع بحرية يمكن أن يشكل تهديدًا للقانون والنظام أو لوحدة وسلامة الأمة، فيمكنها احتجاز أو اعتقال هذا الشخص لمنعه من القيام بهذا الضرر المحتمل. يتم تقديم مثل هذه القضية بعد ثلاثة أشهر أمام مجلس استشاري للمراجعة.

## الحقوق الثقافية والتعليمية

علم الهند

بما أن الهند بلد يضم العديد من اللغات، والديانات، والثقافات، فإن الدستور ينص على تدابير خاصة لحماية حقوق الأقليات. أي مجتمع لديه لغة ونص خاص به لديه الحق في حفظه وتطويره. لا يمكن التمييز ضد أي مواطن لقبوله في ولايات الدولة أو مؤسساتها الخدماتية.
يمكن لجميع الأقليات، الدينية أو اللغوية، إنشاء مؤسساتها التعليمية الخاصة للحفاظ على ثقافتها وتطويرها. فيما يتعلق بمنح المعونة إلى المؤسسات، لا يمكن للدولة التمييز ضد أي مؤسسة على أساس أنها تدار من قبل مؤسسة الأقلية. لكن لا يعني الحق في الإدارة أن الدولة لا تستطيع التدخل في حالة سوء الإدارة. في حكم سابق في عام 1980، رأت المحكمة العليا أنه يمكن للدولة بالتأكيد اتخاذ تدابير تنظيمية لتعزيز كفاءة وتميز المعايير التعليمية. ويمكنها أيضًا إصدار إرشادات لضمان أمن خدمات المعلمين أو غيرهم من موظفي المؤسسة. وفي حكم تاريخي آخر صدر في 31 تشرين الأول / أكتوبر 2002، قضت المحكمة العليا بأنه في حالة مؤسسات الأقليات الإغاثية لتقديم دورات مهنية، لا يمكن أن يكون القبول إلا من خلال اختبار دخول مشترك تجريه الدولة أو الجامعة. يجب ألا تتجاهل المؤسسات استحقاق الطلاب للقبول حتى لو كانت مؤسسة أقلية غير إغاثية.

## الحق في الانتصاف الدستوري
يمنح الحق في الانتصاف الدستوري [المادة 32 إلى 35] المواطنين الحق في الانتقال إلى محكمة قضائية في حالة إنكار الحقوق الأساسية. على سبيل المثال، في حالة السجن، يمكن لأي مواطن أن يطلب من المحكمة أن ترى ما إذا كان ذلك السجن وفقًا لأحكام قانون البلد عن طريق تقديم دعوى المصلحة العامة. إذا وجدت المحكمة أنه ليس كذلك، فسيتعين إطلاق سراح الشخص. يمكن أن يتم هذا الإجراء من مطالبة المحاكم بالحفاظ على الحقوق الأساسية للمواطنين أو صونها بطرق مختلفة. يمكن للمحاكم إصدار أنواع مختلفة من الأوامر التي تحمي حقوق المواطنين. هذه الأوامر هي:
- المثول أمام المحكمة
- الامر القضائي
- المنع
- الأمر القضائي الصادر عن الدولة
- نقل الدعوى من المحكمة الابتدائية إلى محكمة الاستئناف

يسمح هذا للمواطن بالانتقال إلى المحكمة إذا اعتقدت أن أيًا من حقوقه الأساسية قد انتهكت من قبل الدولة. تنص المادة 32 أيضًا على حق المواطنين في حماية الدستور والدفاع عنه حيث يمكن استخدامه من قبل المواطنين لتطبيق الدستور من خلال السلطة القضائية. أعلن. د. ب. أمبيدكار بشكل صائب أن الحق في الانتصاف الدستوري هو «قلب وروح» الدستور الهندي. عندما يتم الإعلان عن حالة طوارئ في الدولة أو الولاية، يتم تعليق هذا الحق من قبل الحكومة المركزية.

## الحق في الخصوصية (ليس حقًا مستقلًا)
إن الحق في الخصوصية محمي كجزء جوهري من الحق في الحياة والحرية الشخصية بموجب المادة 21 وكجزء من الحريات المضمونة في الجزء الثالث من الدستور. يحمي هذا الحق المجال الداخلي للفرد من التدخل من كل من الدولة، والجهات الفاعلة غير الدولة ويسمح للأفراد باتخاذ خيارات مستقلة في الحياة. في 24 أغسطس 2017، قضت المحكمة العليا:
«إن الحق في الخصوصية هو جزء لا يتجزأ من الحق في الحياة والحرية الشخصية المكفول في المادة 21 من الدستور،»
- المحكمة العليا

## تحليل نقدي
روجعت الحقوق الأساسية لعدة أسباب. طالبت الأحزاب السياسية بالحق في العمل، والحق في المساعدة الاقتصادية في حالة البطالة، وكبر السن، والحقوق المماثلة كضمانات دستورية لمعالجة قضايا الفقر وانعدام الأمن الاقتصادي، على الرغم من أن هذه الأحكام مكرسة في المبادئ التوجيهية لسياسة الدولة. يحتوي الحق في الحرية والحرية الشخصية على عدد من الشروط المُقِيدة، وبالتالي تم انتقادها لعدم التحقق من فرض العقوبات على القوى التي كثيرًا ما تعتبر «مفرطة». يوجد أيضًا الاحتجاز الوقائي وتعليق الحقوق الأساسية في أوقات الطوارئ. إن أحكام مثل قانون المحافظة على الأمن الداخلي (MISA)، وقانون القوات المسلحة، (القوى الخاصة) وقانون الأمن القومي (NSA)، هي وسيلة لمقاومة الحقوق الأساسية، لأنها تفرض عقوبات مفرطة بهدف محاربة العنف الداخلي، والإرهاب عبر الحدود، والعنف السياسي، دون ضمانات للحقوق المدنية. إن لعبارات «أمن الدولة»، و«النظام العام»، و«الأخلاق» تأثيرٌ كبير. يتم تجريم الأشخاص ذوي التوجهات الجنسية المختلفة في الهند بالسجن لمدة تصل إلى 10 سنوات. لم يكن معنى عبارات مثل «قيود معقولة»، و«مصلحة النظام العام» صريحًا في الدستور، ويؤدي هذا الغموض إلى دعاوى غير ضرورية. تمارس حرية التجمع سلميًا وبدون أسلحة، ولكن في بعض الحالات، يتم تفريق هذه الاجتماعات من قبل الشرطة من خلال استخدام أساليب غير مميتة.
لم يتم تضمين «حرية الصحافة» في الحق في الحرية، وهو أمر ضروري لصياغة الرأي العام وجعل حرية التعبير أكثر شرعية. تم تخفيض توظيف عمالة الأطفال في بيئات العمل الخطرة، ولكن توظيفهم حتى في الوظائف غير الخطرة، بما في ذلك عملهم المنتشر كمساعدة منزلية ينتهك روح ومُثل الدستور. يعمل أكثر من 16.5 مليون طفل في الهند. وقد صنفت الهند في المرتبة 88 من أصل 159 في عام 2005، وفقًا لدرجة إدراك الفساد الموجود بين المسؤولين الحكوميين والسياسيين في جميع أنحاء العالم. ولكن في عام 2014، تحسنت الهند بشكل هامشي إلى مرتبة 85. لا يمنح الحق في المساواة في الأمور المتعلقة بالتوظيف العام للمواطنين الأجانب في الهند، وفقًا لمشروع قانون المواطنة (المعدل) لعام 2003.
وفقًا للمادة 19 من الجزء الثالث من الدستور الهندي، لا تؤثر الحقوق الأساسية للناس مثل حرية الكلام والتعبير، والتجمع السلمي بدون سلاح، وتشكيل الجمعيات أو النقابات، على مصالح السيادة واستقامة الهند ولكن ليس وحدة الهند. إن عبارة «السيادة والنزاهة» هي الصفات التي يجب أن يزرعها / يحاكيها الشعب الهندي على النحو الذي حث عليه الدستور الهندي ولكن لم يتم استخدامه فيما يتعلق بالإقليم الاتحادي للهند. تُعرِّف المادة 1 من الجزء الأول من الدستور الهندي الهند (بهارات) بأنها اتحاد ولايات. باختصار، الهند هي شعبها وليس الأرض كما هو منصوص عليه في دستورها.
وبما أن المحاكمة السريعة ليست حقًا دستوريًا للمواطنين، فإن القضايا التي تنطوي على انتهاكات للحقوق الأساسية تستغرق وقتاً طويلاً لتسوية المحكمة العليا التي تعتبر مخالفة للقاعدة القانونية «إن تأخر العدالة هو إنكار للعدالة».

## التعديلات
تتطلب التغييرات في الحقوق الأساسية تعديلاً دستوريًا، يجب أن يوافق عليه أغلبية خاصة من مجلسي البرلمان. ويعني هذا أن التعديل يتطلب موافقة ثلثي الأعضاء الحاضرين والمصوتين. ومع ذلك، يجب ألا يقل عدد الأعضاء الذين يؤيدون التعديل عن الأغلبية المطلقة من مجموع أعضاء المجلس - سواء كان لوك سابها أو راجيا سابها.

## الحقوق الأساسية ليست مقدسة
في حين قررت المحكمة العليا في قضية غولاكناث في شباط / فبراير 1967، قضت بأن البرلمان لا يملك أي سلطة لتقليص الحقوق الأساسية. وقد تم جعلها دائمة ومقدسة عكس قرار المحكمة العليا السابق الذي أيد سلطة البرلمان في تعديل جميع أجزاء الدستور، بما في ذلك الجزء الثالث المتعلق بالحقوق الأساسية. فحتى التعديل الدستوري الرابع والعشرون عام 1971، كانت الحقوق الأساسية الممنوحة للشعب دائمة ولا يمكن إلغاؤها أو تخفيفها من قبل البرلمان. أدخل التعديل الدستوري الرابع والعشرون المادة 13 (4) الجديدة التي تمكن البرلمان من التشريع بشأن مواضيع الجزء الثالث من الدستور باستخدام سلطاته التأسيسية حسب المادة 368 (1). في عام 1973، أيدت المحكمة الدستورية المكونة من 13 عضواً في المحكمة العليا بالأغلبية صلاحية التعديل الدستوري الرابع والعشرون. ومع ذلك حكمت أن البنية الأساسية للدستور والتي بنيت على القواعد الأساسية التي تمثل كرامة وحرية الفرد، لا يمكن تغييرها. إن هذا الأمر ذو أهمية قصوى ولا يمكن تدميره بأي شكل من أشكال التعديل على الدستور. تم إجراء العديد من التعديلات الدستورية للجزء الثالث من الدستور بحذف، أو إضافة، أو إضعاف الحقوق الأساسية قبل الحكم بقضية جولاكناث (التعديلات الدستورية 1، و4، و7، و16) وبعد أن صادقت المحكمة العليا على صحة التعديل الدستوري الرابع والعشرون (التعديلات الدستورية 25، و42، و44، و50، و77، و81، و85، و86، و93، و97).

### صحة المادة 31 ب
أضيفت المادتان 31 أ و31 ب بموجب التعديل الدستوري الأول في عام 1951. تنص المادة 31 ب على أن أي أعمال أو لوائح مدرجة في الجدول التاسع من الدستور من قبل البرلمان يمكن أن تتجاوز الحقوق الأساسية، ولا يمكن إلغاء هذه القوانين أو اعتبارها باطلة من قبل السلطة القضائية على أساس انتهاك الحقوق الأساسية. وبالتالي، فإن الحقوق الأساسية الواردة في الجزء الثالث لا تنطبق بالتساوي في كل ولاية / منطقة، ويمكن اختلافها عن طريق عمل إضافة / حذف للجدول التاسع بواسطة التعديلات الدستورية. في عام 2007، حكمت المحكمة العليا بأنه لا يمكن أن يكون هناك أي حصانة شاملة من المراجعة القضائية للقوانين المدرجة في الجدول التاسع. كما ذكرت المحكمة العليا أنه يجب أن تدرس القوانين المدرجة في الجدول التاسع بعد عام 1973 لأي عدم توافق مع مبدأ البنية الأساسية.

### تعديل المادة 31 ج
القسم 4 من التعديل 42، قد غير المادة 31 من الدستور لإعطاء الأسبقية للمبادئ التوجيهية (التي كانت سارية في وقت سابق فقط على الفقرات من ب وج من المادة 39) على الحقوق الأساسية للأفراد. في قضية مينيرفا ميلز ضد قضية اتحاد الهند، قضت المحكمة العليا بأن التعديل على المادة 31 ج ليس سليمًا وفيه إساءة استخدام للسلطة.

### الحق في الملكية
ينص الدستور في الأصل على الحق في الملكية بموجب المادتين 19 و31. وتكفل المادة 19 لجميع المواطنين الحق في الحصول على الممتلكات وحفظها والتصرف فيها. وتنص المادة 31 على أنه «لا يجوز حرمان أي شخص من ممتلكاته إلا بسلطة قانونية». وينص أيضWا على دفع تعويض للشخص الذي تم أخذ ممتلكاته للأغراض العامة.
تم تغيير الأحكام المتعلقة بالحق في الملكية عدة مرات. حذف التعديل الرابع والأربعون لعام 1978 الحق في الملكية من قائمة الحقوق الأساسية. أضيف إلى الدستور نص جديد، المادة 300-أ، ينص على أنه «لا يجوز حرمان أي شخص من ممتلكاته إلا بسلطة قانونية». وبالتالي، إذا أصدرت السلطة التشريعية قانونًا يحرم شخصًا من ممتلكاته، لن يكون هناك أي التزام من جانب الدولة بدفع أي شيء كتعويض. لا يحق للشخص المتضرر أن يحرك المحكمة بموجب المادة 32. وهكذا، لم يعد الحق في الملكية حقًا أساسيًا، رغم أنه لا يزال حقًا دستوريًا. إذا بدا أن الحكومة قد تصرفت بشكل غير عادل، فيمكن أن يطعن المواطنون المتضررون في الدعوى في محكمة قانونية.
أدى تحرير الاقتصاد ومبادرة الحكومة لإقامة مناطق اقتصادية خاصة إلى قيام العديد من المزارعين باحتجاجات وأدت إلى نداءات لإعادة الحق الأساسي في الملكية الخاصة. وقد أرسلت المحكمة العليا إخطارًا للحكومة تتساءل عن سبب عدم إعادة الحق، لكن في عام 2010 رفضت المحكمة دعوى المصلحة العامة.

### الحق في التعليم
لقد أصبح الحق في التعليم الابتدائي واحدًا من الحقوق الأساسية في عام 2002 بموجب التعديل السادس والثمانين لعام 2002. لكن هذا الحق تم تنفيذه بعد ثماني سنوات في عام 2010. المادة 21 أ - في 2 أبريل 2010، انضمت الهند إلى مجموعة من الدول القليلة في العالم، مع قانون تاريخي يجعل التعليم حقًا أساسيًا لكل طفل يدخل حيز التنفيذ. سيفيد جعل التعليم الابتدائي استحقاقًا للأطفال في الفئة العمرية 6-14 سنة، قانون حق الأطفال في التعليم المجاني والإلزامي، بشكلٍ مباشر الأطفال الذين لا يذهبون إلى المدرسة في الوقت الحاضر. ينص هذا القانون على تعيين المعلمين حسب متطلبات القبول والمؤهلات الأكاديمية المطلوبة.
أعلن رئيس الوزراء السابق الدكتور مانموهان سينغ تفعيل القانون. سيحصل الأطفال، الذين خرجوا من المدارس أو لم يسبق لهم الوصول إلى أي مؤسسة تعليمية، على تعليم ابتدائي لأنه سيكون ملزمًا من جانب الحكومات المحلية وحكومات الولايات لضمان حصول جميع الأطفال في الفئة العمرية 6-14 سنة على التعليم المدرسي. وبموجب هذا القانون، ينبغي للمؤسسات التعليمية الخاصة أن تحتفظ بنسبة 25 في المائة من المقاعد للأطفال من الشرائح الأضعف في المجتمع. وقد اتفقت الحكومة المركزبة والولايات على تقاسم العبء المالي بنسبة 55:45، بينما منحت لجنة المالية 250 مليار روبية إلى الولايات لتنفيذ القانون. وافقت الحكومة المركزية على مصروف قدره 150 مليار روبية للفترة 2010 - 2011.
سوف تحدد لجنة إدارة المدرسة، أو السلطة المحلية المتسربين أو الأطفال خارج المدرسة الذين تزيد أعمارهم عن ستة أعوام وتعترف بهم في الفصول المناسبة لسنهم بعد تقديم تدريب خاص.